# Potalia resinifera
Potalia resinifera là một loài thực vật có hoa trong họ Long đởm. Loài này được Mart. miêu tả khoa học đầu tiên năm 1827.